# Сале
Вижте пояснителната страница за други значения на Сале.
Сале (на арабски: سلا‎) е град в Мароко с население от 890 403 жители (по преброяване от 2014 г.). Разположен е на брега на река срещу град Рабат. Градът има древна история датираща поне до 7 век пр.н.е. свързана с финикийците и картагенците.